# 宮本邦彦 (警察官)
宮本 邦彦（みやもと くにひこ、1953年2月17日 - 2007年2月12日）は、日本の警察官。東京都板橋区の東武東上線ときわ台駅での人命救助の際に殉職した。死亡時の階級は警視庁巡査部長（死後に二階級特進で警部に昇進）で、ときわ台駅近くの警視庁板橋警察署常盤台交番に勤務していた。位階は正七位。

## 生涯

### 生誕
1953年（昭和28年）2月17日、北海道札幌市に生まれる。運動が苦手な子供だったらしく、父親が作った鉄棒も使えないほどだった。中学生になると新聞配達を始め、父親に手伝ってもらった際に「少し手伝ってやろう。一旦始めたからには途中で投げ出すなよ。『伏してぞ止まん』だぞ、邦彦!」と言われ、この「伏してぞ止まん」という言葉が宮本の座右の銘になったという。
また、宮本は姉弟と3人で父親の晩酌の徳利に湯を入れるいたずらをした。これを飲み干した父親は3人を怒鳴りつけ、これを見かねた母親は「今日は4月1日エイプリルフールですよ。あまり厳しく叱らないで」というと、父親は「かあさん、そんな言い訳で子供たちを庇うんじゃない。世の中は嘘やサギまがいがまかり通っているが、せめて家族の間でだまし合いだけはいやなんだ」と言った。母親はこれに 「家族はいつも信頼し合うのが、とうさんとかあさんの願いですからね」と言った。この言葉は宮本にとってずっと忘れられないことだった。

### 警察学校
札幌光星高等学校から北海学園大学経済学部（海保幸世ゼミ所属）に進学した宮本は、1976年（昭和51年）に大学を卒業して警視庁に採用された。警察学校時代の宮本は特に剣道が苦手だったが、毎晩のように居残り稽古をして、無事に初段を獲得し卒業することができた。その後も稽古を重ね、ついには三段になっていた。
宮本が警察官になってまもなく、警察学校の同期らの間で将来の志望が話題になった。多くの同僚が刑事や機動隊になりたいと言う中で、宮本は駐在所勤務になりたいと言ったら、同期らは「宮ちゃん（宮本の愛称）らしいな」と揃って笑ったという。

### 警察学校卒業後
警察学校を卒業した宮本は、1976年（昭和51年）4月に大森署の警ら課（後の地域課）に配属され、1980年（昭和55年）4月には第6機動隊に配属された。その後、1983年（昭和58年）9月には町田署地域課に配属され、南大谷駐在所に勤務する。
1985年（昭和60年）に結婚し、翌1986年（昭和61年）には長男が生まれた。宮本は「時間が出来たら家族とキャンピングカーを買って、家族で日本中を巡るぞ。」とよく言っていたという。
1994年（平成6年）12月には巡査部長に昇任し、1998年（平成10年）3月には千住署に配属され、地域課や警務課留置係に勤務した。
2004年（平成16年）2月から板橋署に配属され、2005年（平成17年）2月から事故現場付近の常盤台交番で勤務していた。

## 殉職
2007年2月6日19時30分ごろ、宮本がときわ台駅に隣接する常盤台交番に1人でいたところ、通行人から「女性が線路内に入っている」と通報を受け、女性が駅ホームに隣接する踏切内にいるのを確認した。女性は自殺志願者であった。
宮本は女性を説得して踏切から連れ出し、一時は交番に保護したが、女性は交番を駆け出して再び踏切に入り、「死んでもいい、死んでやる」などと叫びながら再び踏切に侵入した。
女性が踏切警報機が鳴り出しても踏切内で立ち止まっていたため、宮本はすぐに後を追い、危険を回避するために女性をホーム下の退避スペースに押し入れようとしていたところ、当駅を通過する池袋発小川町行きの急行電車（10030系11642F+11447Fの10両編成）、にはねられた。ときわ台駅は非常停止ボタンと踏切障害物検知装置が存在していたが、駅員がいなかったことで意味をなさず、急行の運転士も急ブレーキをかけたが間に合わなかったという。
宮本は頭を強打して重体に陥り、意識が戻らないまま、事故から6日後の2月12日14時25分、板橋区内の病院で死亡（殉職）した。53歳没。同月17日に54歳の誕生日を控えていた矢先の死だった。なお、宮本の救助により、女性は腰の骨を折るなどの重傷を負ったが一命は取り留めた。宮本は人命救助としては珍しい二階級特進を経て巡査部長から警部に昇進した。
この一件を知った当時の内閣総理大臣・安倍晋三（第1次内閣在任時）から、事故殉職した巡査部長を緊急叙勲対象にする異例の指示が警察庁に出され、同年3月1日付で宮本の遺族に正七位・旭日双光章を授与した。また、同年3月15日には石原慎太郎都知事が都知事顕彰を贈った。
また、宮本の在住地であった埼玉県春日部市は、同年2月15日付で市の「善行表彰」を贈っている。
同年6月16日には、宮本の勇気を讃える記念碑「誠の碑」の除幕式が、常盤台交番に隣接するときわ台駅北口前で行われた。「誠の碑」の名称は、宮本が警察学校の卒業アルバムにしたためた「誠実・誠心・誠意」の言葉に由来する。
宮本の殉職にまつわるエピソードは、1年後の2008年2月に山口秀範により『伏してぞ止まん ぼく、宮本警部です』のタイトルで絵本が出版され、宮本の母校である札幌市立幌北小学校でも授業に取り上げられた。さらに、フジテレビ系列で放送された『千の風になって ドラマスペシャル』シリーズ第4弾『死ぬんじゃない! 実録ドラマ・宮本警部が遺したもの』としてテレビドラマ化、2008年2月15日に放送され、三宅裕司が宮本役を演じた。また絵本による反響が大きかったことから、殉職から2年後の2009年2月には、絵本の作者である山口により伝記『殉職』が出版された。